# Miroslav Gantar
Miroslav Gantar (1939. − Osijek, 29. ožujka 2016. Osijek), bio je hrvatski radijski i televizijski novinar, dugogodišnji novinar i urednik u HRT-ovu Centru Osijek, izvjestitelj i putopisac, poznat po poljodjelskim temama hrvatskih ravničarskih krajeva

## Životopis
Studirao na Poljoprivrednom fakultetu u Osijeku. Nakon diplomiranja zaposlio se u Belju. U Tvornici stočne hrane Belje bio je voditelj proizvodnje. U doticaj s novinarstvom došao je na Radiju Osijek. Uskoro je prešao na televiziju, na Televiziju Zagreb, gdje je preko trideset godina bio televizijski novinar. Radio je izvješća za Informativni program. Drugo područje njegova novinarskog rada bili su prilozi iz gospodarstva s naglaskom na poljodjelstvo.
Urednik i voditelj nekoliko poljodjelskih emisija: Plodovi zemlje (višegodišnji), povremeno je uređivao emisije U krupnom planu, Žetvene kronike i Kronike Slavonije i Baranje. Za vrijeme velikosrpske agresije na Hrvatsku bio je ratni izvjestitelj. Izvješćivao je sa sjeveroistoka Hrvatske: iz Osijeka, Vukovara, Županje, Vinkovaca, Nove Gradiške i Slavonskoga Broda. Poslije rata pratio je proces mirne reintegracije hrvatskoga Podunavlja.
Gantarovo su djelo putopisne i stručne emisije o poljodjelstvu. Nije se ograničio samo na Hrvatsku, nego je emisijama pokrio zemlje kao što su Australija, Etiopija i zapadnoeuropske države.

## Nagrade
Gantarov rad prepoznali su u struci i vlastima, te je nagrađen priznanjima i nagradam, od kojih se ističu:
- 1976. godine Mađarska televizija nagradila ga je za specijaliziranu emisiju o poljoprivredi[3][4]
- 1982. godine Hrvatsko novinarsko društvo nagradilo ga je Zlatnim perom[4][3]
- Spomenica Domovinskog rata[3][4]
- 1995. Red hrvatskoga trolista[5]

## Vanjske poveznice
- Preminuo HRT-ov reporter Miroslav Gantar   Arhivirana inačica izvorne stranice od 12. veljače 2017. (Wayback Machine), Vijesti HRT, 30. ožujka 2016.